# Scalpellum vanhoffeni
Scalpellum vanhoffeni är en kräftdjursart som beskrevs av Jean Abel Gruvel 1906. Scalpellum vanhoffeni ingår i släktet Scalpellum och familjen Scalpellidae. Inga underarter finns listade i Catalogue of Life.